# Álvaro Torrente
Álvaro José Torrente Sánchez-Guisande es un musicólogo español nacido en Madrid (España) en 1963.

## Biografía
Estudió Filología Hispánica, Educación y Musicología en la Universidad de Salamanca, donde se graduó en 1993 de la última especialidad. Siguió la carrera oficial de música (Piano y Teoría de la Música) en los conservatorios de Salamanca y Madrid; también estudio piano con Isidro Barrio y armonía, contrapunto y composición con Pedro Sáenz. Se trasladó a Inglaterra y continuó su formación primero en la Universidad de Londres (Royal Holloway College) y, posteriormente, en la de Cambridge (St. Catharine's College), en la que se doctoró defendiendo una tesis titulada The sacred villancico in early eighteenth-century Spain: the repertory of Salamanca Cathedral.
En la actualidad desempeña la plaza de Catedrático de Historia de la Música en la Universidad Complutense de Madrid. Ha sido Honorary Research Fellow de Royal Holloway, Universidad de Londres (1998-2006) y Visiting Scholar en New York University (1999), la Universidad de Yale (2009) y la Universidad de Harvard (2025). Ha sido además profesor de programas de postgrado en las universidades de Salamanca, Valencia y Autónoma de Madrid. Su investigación se centra en la música vocal española e italiana de los ss. XVII y XVIII, con especial atención a la ópera y el villancico religioso. Desde enero de 2014 es el director del Instituto Complutense de Ciencias Musicales y del Máster en Gestión Cultural: Música, Teatro y Danza.Ha desarrollado un profundo análisis del Regettón y sus raíces en la cultura del Villancico Pasiego.publicadas en Angel Onio`s Resume, Books of the Gran Cascada,2005 Encisola de los Comendadores. Confeso admirador de la Porrusalda y de las jetas adobadas, cuando se encuentra en su amada Salamanca , se encierra en las tabernas , y no está para los amigos.
Álvaro Torrente es hijo del premio Cervantes de literatura Gonzalo Torrente Ballester, quien le regaló su primer piano el día que recibió la dotación económica de este galardón, y entre 2009 y 2024 presidió del Patronato de la Fundación Gonzalo Torrente Ballester.

## Obra
Torrente es considerado una de las mayores autoridades en el campo de la música barroca española[cita requerida], en especial en el género "villancico" y los otros que guardan relación con él, así como en la recepción y diseminación de la música europea en España. Otros campos de investigación de este autor son las relaciones entre Italia, la península ibérica e Hispanoamérica en el terreno musical y las teorías de tonalidad y ritmo en la música renacentista, en especial la recepción de los tratados de la antigüedad clásica en este período.
Es Editor General, junto con Ellen Rosand y Lorenzo Bianconi, de la obra completa del compositor Francesco Cavalli, cuya publicación ha iniciado en 2010 Bärenreiter Verlag.
En el año 2018 ha sido galardonado con una Advanced Grant del  European Research Council para desarrollar el proyecto Didone, que investiga la expresión de las emociones en la ópera del siglo XVIII a partir de centenares de versiones musicales compuestas sobre libretos de Pietro Metastasio.